# 158e régiment d'artillerie
Le 158e régiment d'artillerie est une unité de l'armée française créée en 1918 mais ayant combattu uniquement pendant la Seconde Guerre mondiale. Il reprend les traditions du 8e régiment d'artillerie à pied.
Affecté à la Ligne Maginot dans les Alpes, il est dissous après la bataille des Alpes contre l'Armée italienne en juin 1940.

## Création et différentes dénominations
- 16 septembre 1918 : création

## Chef de corps
- septembre - octobre 1918 : lieutenant-colonel Louvet[1]
- octobre 1918 - : lieutenant-colonel Gonzales[2]
- 1939 - 1940 : colonel Fournial[3]

## Historique des opérations et garnisons du régiment

### 158erégimentd'artillerie à pied
Le 158e régiment d'artillerie à pied (158e RAP) est créé le 16 septembre 1918 mais ne participe pas aux combats, stationné en Lorraine et en Alsace.

### 158erégimentd'artillerie de position
Il est recréé le 24 août 1939 à Nice et au camp de Puget-sur-Argens sous le nom de 158e régiment d'artillerie de position (158e RAP) par le centre mobilisateur d'artillerie no 215, à partir d'un noyau du IIe groupe du 157e régiment d'artillerie de position. Il est affecté au secteur fortifié des Alpes-Maritimes de la Ligne Maginot. 
Il est alors organisé comme suit : 
- Ier groupe (chef d'escadron Ducru puis capitaine Rodion puis chef d'escadron Becq), affecté au sous-secteur de la Tinée et de la Vésubie :
  - 1re batterie au col du Fort (quatre canons de 75 mm 1897) et au col d’Andrion (de) (deux canons de 105 mm L 1913) ;
  - 2e batterie au Caïre-Gros (six canons de 65 mm M 1906) et à La Douare (quatre canons de 155 mm L 1877) ;
  - section de transport hippomobile (dissoute en septembre 1939) ;
- IIe groupe (chef d'escadron Costa puis Proust à partir d'octobre 1939), affecté au sous-secteur de l'Authion :
  - 4e batterie aux Cabanes-Vieilles (quatre canons de 155 mm L 1877 et deux de 155 mm L 1916 Saint-Chamond (en)) et au Camp-d'Argent (deux 220 mm L 1917 Schneider (en)) pour frapper la route de Tende ;
  - 5e batterie aux Mille-Fourches (huit canons de 155 mm L 1877) ;
  - section de transport hippomobile (dissoute en septembre 1939) ;
- IIIe groupe, affecté au sous-secteur de l'Authion :
  - 7e batterie à La Béole (quatre canons de 65 mm 1906) et à Giagiabella (quatre canons de 155 mm C Saint-Chamond et six de 150 mm T 1917 Fabry) ;
  - 8e batterie à la Cime-de-Tueis (quatre canons de 65 mm 1906) et à Ventabren (huit canons de 155 mm C Saint-Chamond) ;
  - section de transport hippomobile (dissoute en septembre 1939) ;

- IVe groupe (chef d'escadron Rosecchi puis capitaine Larrieu à partir d'avril 1940), affecté au sous-secteur de Sospel :
  - 10e batterie dans les ouvrages du Monte-Grosso et du Col-de-Brouis ;
  - 11e batterie dans l'ouvrage de l'Agaisen ;
  - 12e batterie dans les ouvrages de Saint-Roch et du Barbonnet.

Le régiment défend le front des Alpes de l'offensive italienne de juin 1940 avant d'être dissout le 16 août 1940.

## Drapeau

L'étendard du régiment et ses inscriptions au revers.

Il porte, cousues en lettres d'or dans ses plis, les inscriptions suivantes :
- Bois-le-Duc 1794
- Kolberg 1807
- Cadix 1810
- Dantzig 1813
- Champagne 1915-1918
- Verdun 1916

Les quatre premières sont reprises du 8e RAP.

## Insigne
Le 158e régiment d'artillerie de position possède initialement un insigne semblable à celui du 157e RAP (dont il est issu) puis un nouvel insigne avec un écu crénelé surmonté d'un aigle. L'écu montre dans un paysage montagneux une tourelle faisant feu. En pointe, l'insigne porte un écusson rouge numéroté 158.

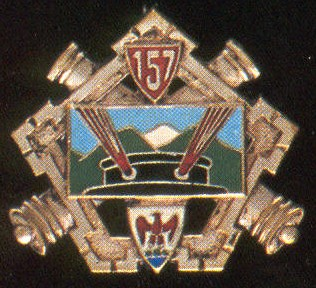
Insigne du 157e RAP (dont le IIe groupe forme le 158e RAP en 1939).
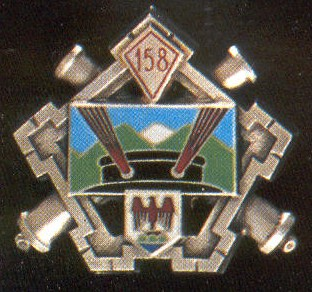
Insigne du 158e RAP (premier modèle).
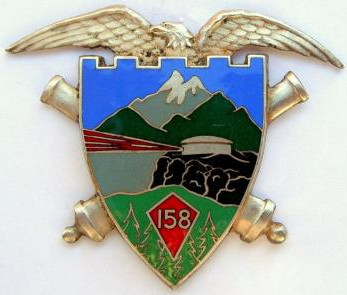
Insigne du 158e RAP (second modèle)